# Fügen
Fügen  är en ort och kommun i distriktet Schwaz i förbundslandet Tyrolen i Österrike.
Kommunen består av fyra orter (Ortschaften) (inom parentes invånarantal 1 januari 2024):
- Fügen (2 737)
- Gagering (188)
- Kapfing (1 006)
- Kleinboden (386)